# Histoire de Saint-Vincent-et-les-Grenadines

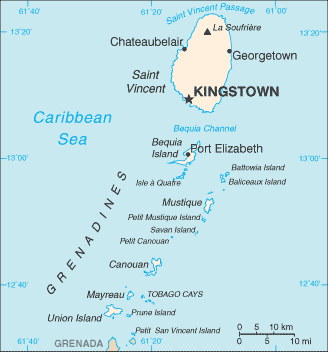
Saint-Vincent au présent

Archipel des Grenadines

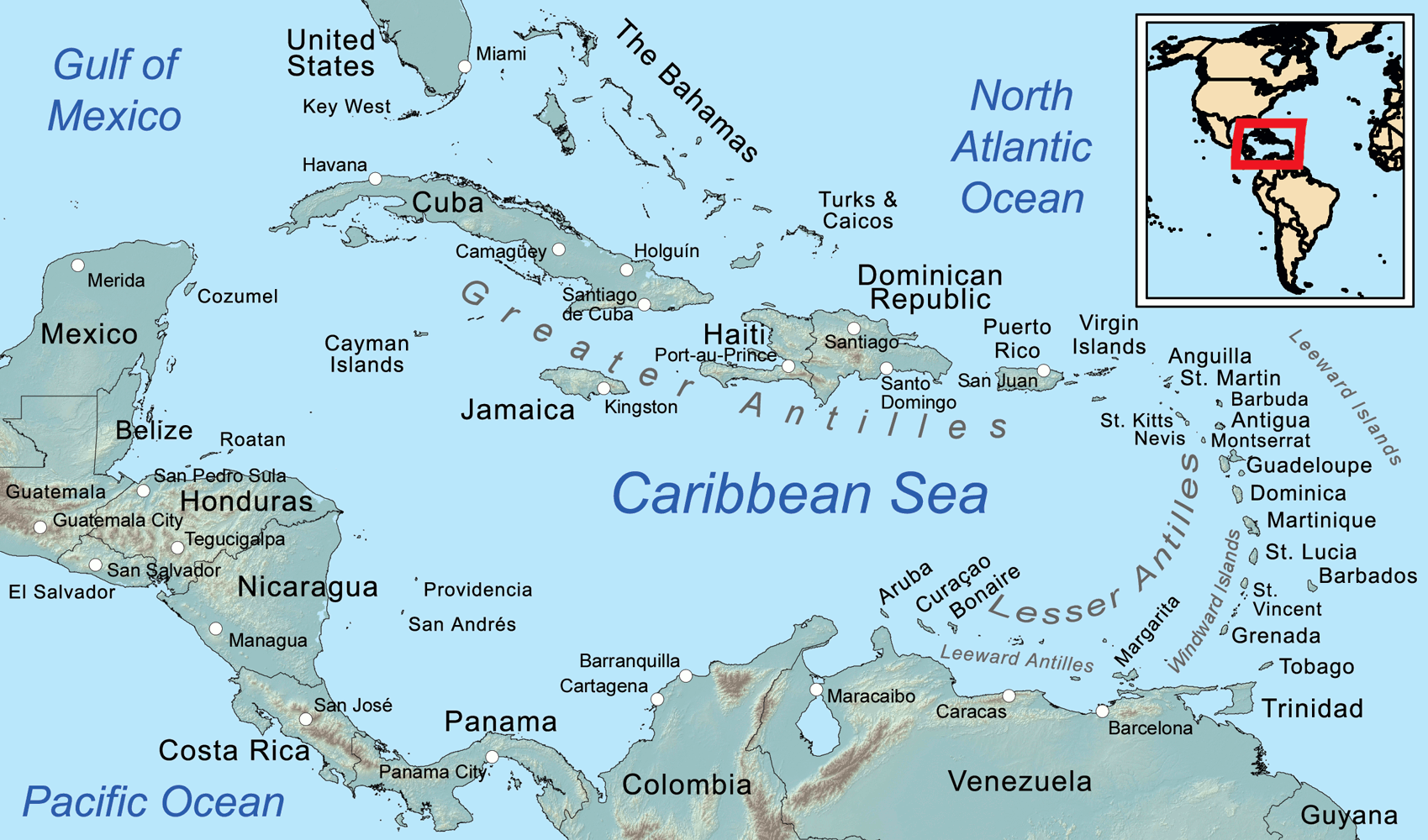
Espace caraïbe

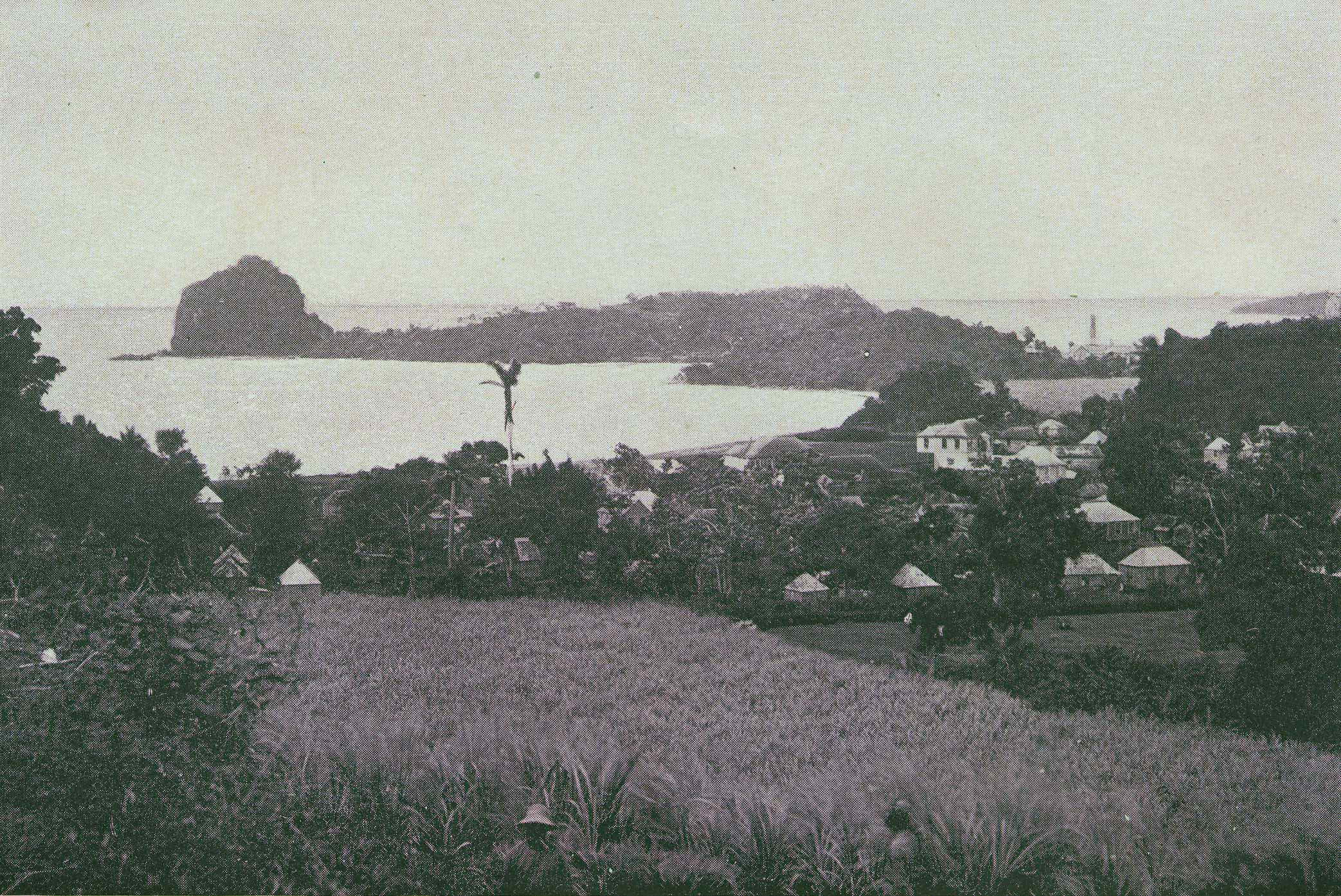
Kingstown, St. Vincent, années 1890

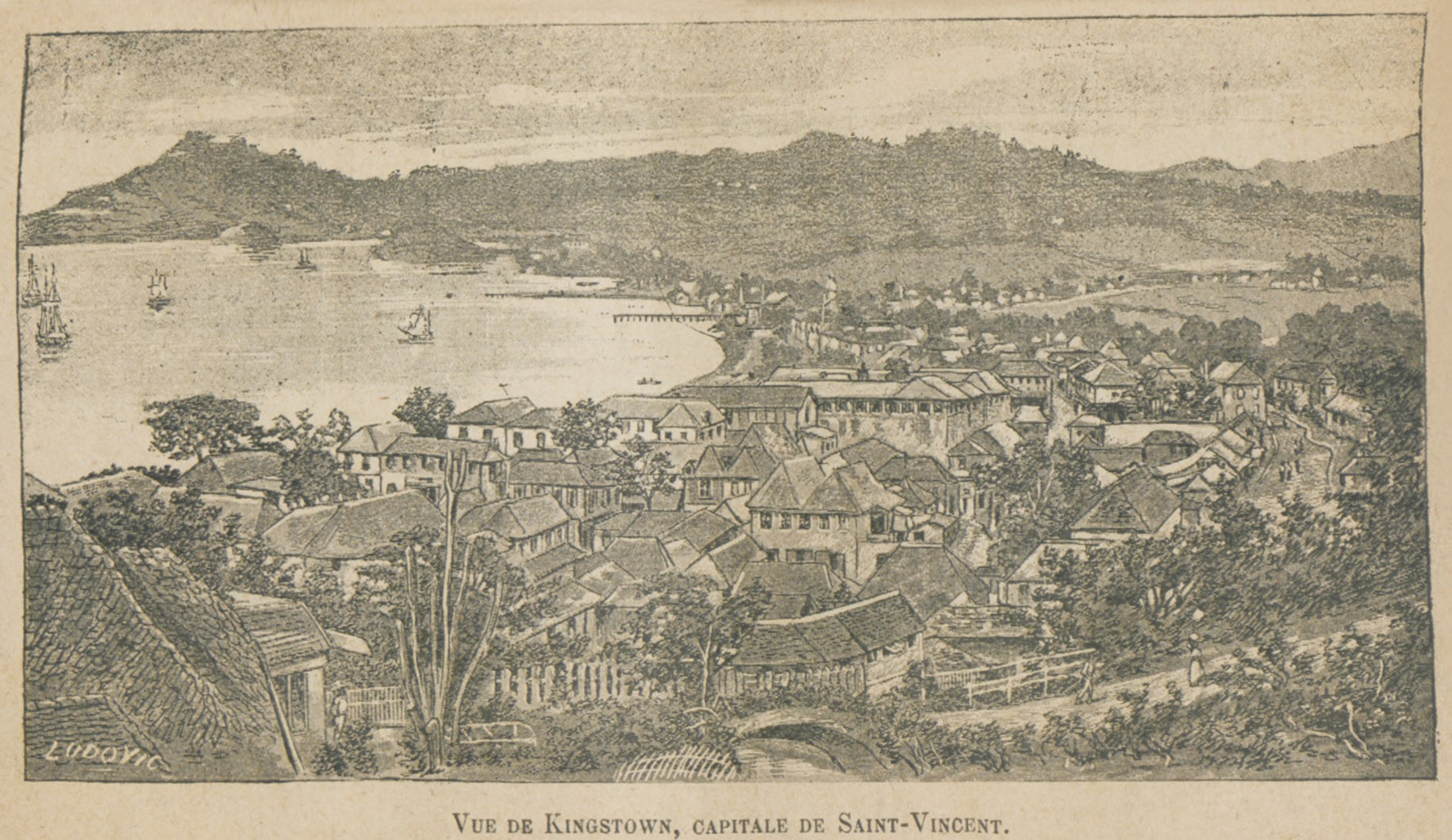
Gravure de Kingstown, capitale de Saint-Vincent et-les Grenadines, en 1888.

Le petit (389 km2) pays insulaire et volcanique de Saint-Vincent-et-les-Grenadines compte en 2024 un peu plus de 100 000 habitants, dénommés Vincentais, Saint-Vincentais ou Saint-Vincentais et Grenadins, parlant l'anglais et le créole vincentais.
Avant l'arrivée des Européens, l'archipel des Grenadines est habitée par des Indiens Kalinago (Caraïbes/Karib), après expulsion ou assimilation de populations Arawaks (Taïnos).
Les premiers habitants autochtones de l'île principale l'appellent  Hairun.
Les Espagnols la renomment "Saint-Vincent" (San Vincente), sans doute en hommage à Vincent de Saragosse.

## Premiers contacts entre Amérindiens et Européens (1500-1700)
Alors que les Britanniques sont  les premiers à revendiquer la possession de Saint-Vincent en 1627, les Français sont les premiers colonisateurs européens de l'île en  s'établissant à Barrouallie sur le côté sous le vent de Saint-Vincent peu avant 1700. 
Les Indiens Caraïbes (Kalinago) ont vivement combattu la colonisation européenne de Saint-Vincent jusqu'au XVIIIe siècle. Des esclaves africains, qu'ils soient naufragés ou échappés de Sainte-Lucie ou de la Grenade ou à la recherche d'un refuge à Saint-Vincent, se sont mélangés avec les Indiens Caraïbes pour devenir les Black Caribs, les Caraïbes noirs ou Garifunas.

## Rivalité franco-britannique (1600-1800)
Les Britanniques formulent leur première revendication de propriété dès 1627.
Les Français (depuis la Martinique) installent la première colonie permanente à Barrouallie (côte Ouest) vers 1700.
Dès 1719, des colons français  importent les cultures du café, du tabac, l'indigo, le maïs et la canne dans des plantations employant des esclaves africains. 
Français, Néerlandais et Britanniques tentent tour à tour de prendre le contrôle de l'Ile. 
Les Français la dominent jusqu'à la victoire du général britannique Robert Monckton à Saint-Vincent en 1762.
En 1763, le traité de Paris confirme l'appartenance de l'île au Royaume-Uni. 
Puis la France se réempare de Saint-Vincent en 1779. 
Elle est ensuite restituée définitivement à la Grande Bretagne, en vertu du traité de Versailles (1783). 

### Révolte de 1795-1797
Dans le contexte de rivalités franco-britanniques (première guerre des Caraïbes (1769-1773), seconde guerre des Caraïbes (1795-1797)), les Français soutiennent en sous-main la révolte des indigènes Karibs, en grande partie marrons, toujours rétifs à l'autorité coloniale.
Cette dernière révolte importante, un peu documentée, fomentée par le révolutionnaire français Victor Hugues, dirigée par Joseph Chatoyer (1750c-1795) est finalement écrasée par le général Abercrombie.
Une conséquence est la répression, déportation et relégation d'un peu plus de 5 000 Caribs et/ou Garifunas insurgés sur la petite île de Baliceaux (Grenadines) et aux îles de la Baie, au large du Honduras et de Belize : nettoyage ethnique.

## Années 1800

### Abolition britannique de l'esclavage (1834)
L'esclavage est aboli en 1834, la pénurie de main-d'œuvre dans les plantations attire des immigrants portugais dans les années 1840 et indienne dans les années 1860. Les conditions  restent très dures pour les anciens esclaves et les travailleurs agricoles immigrés, conséquence des prix mondiaux du sucre qui  laissent l'économie stagnante jusqu'au tournant du siècle. 
Pour assurer le travail des plantations, l'émigration portugaise commence vers 1840, suivie de l'émigration indienne vers 1860 (par engagisme). Puis, le prix mondial du sucre s'effondre, entraînant celle de l'économie des îles.
De 1763 jusqu'à l'indépendance, Saint-Vincent  passe par divers statuts coloniaux sous domination britannique. 
Une assemblée représentative est autorisée en 1776, l'île est colonie de la Couronne en 1877.

## Années 1900
Des catastrophes naturelles frappent durement le pays durant le XXe siècle. En 1902, le volcan La Soufrière de Saint-Vincent  explose, tuant 2 000 personnes. 
De nombreuses terres agricoles sont endommagées, et l'économie se détériore. 
En avril 1979, La Soufrière de Saint-Vincent  entre de nouveau en éruption. 
Bien qu'il n'y ait pas eu de morts, des milliers de personnes sont  évacuées, et des  exploitations agricoles sont endommagées. 
En 1980 et 1987, les ouragans  dévastent les exploitations de bananes et les plantations de noix de coco ; 1998 et 1999 ont été deux saisons d'ouragans très actifs, avec l'ouragan Lenny en 1999, causant d'importants dégâts sur la côte ouest de l'île.

### Autonomie (1969) et indépendance (1979)
Un conseil législatif est créé en 1925, et le suffrage universel des adultes est accordé en 1951.
Au cours de la période 1945-1965, les Britanniques font  plusieurs tentatives infructueuses d'affilier Saint-Vincent aux autres îles du Vent pour gouverner la région grâce à une administration unifiée. 
La plus notable est la Fédération des Indes occidentales, qui s'effondre en 1962. 
Saint-Vincent obtient le statut d'État associé le 27 octobre 1969 avec un contrôle complet sur ses affaires intérieures. À la suite d'un référendum en 1979, Saint-Vincent-et-les-Grenadines est la dernière des îles du Vent à accéder à l'indépendance, accordée le 27 octobre 1979 dans le cadre du Commonwealth.

## Années 2000
Le 25 novembre 2009, un référendum est organisé, qui propose de remplacer la Constitution en vigueur depuis 1979. 
Approuvé par seulement 43,13 % des suffrages, il est rejeté car il aurait fallu une majorité des deux tiers pour qu’il soit adopté.
Le référendum proposait la création d'une République et plus de pouvoir à l’opposition. 
C’est le premier référendum de ce genre à être organisé par l'Organisation des États de la Caraïbe orientale.
Le pays connaît encore, à des degrés divers, comme toute la région, diverses catastrophes naturelles : ouragan Lili (2002), ouragan Ivan (2004), ouragan Emily (2005), ouragan Tomas (en) (2010), ouragan Matthew (2016), ouragan Harvey (2017), ouragan Elsa (2021).
La Soufrière de Saint-Vincent, aux 23 explosions connues sur 4 000 ans, dormant depuis 1979, connaît l'éruption du 8 avril 2021 (en). Cette  éruption explosive entraîne l'évacuation de la zone d'exclusion de 20 000 habitants. Les dégâts de cette catastrophe sont considérables.

### Galerie de dirigeants

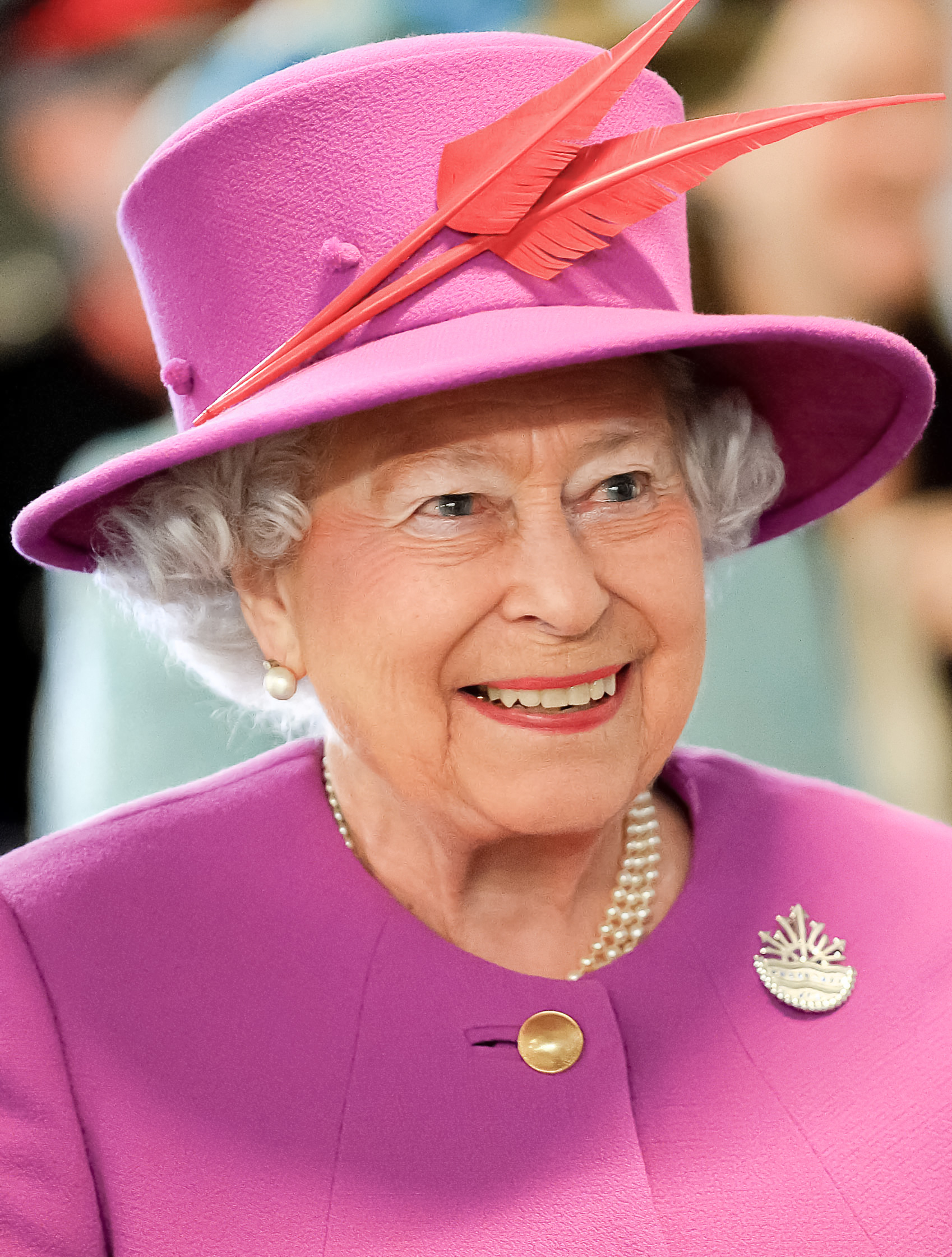
Élisabeth II, reine de Saint-Vincent-et-les-Grenadines (1979-2022)
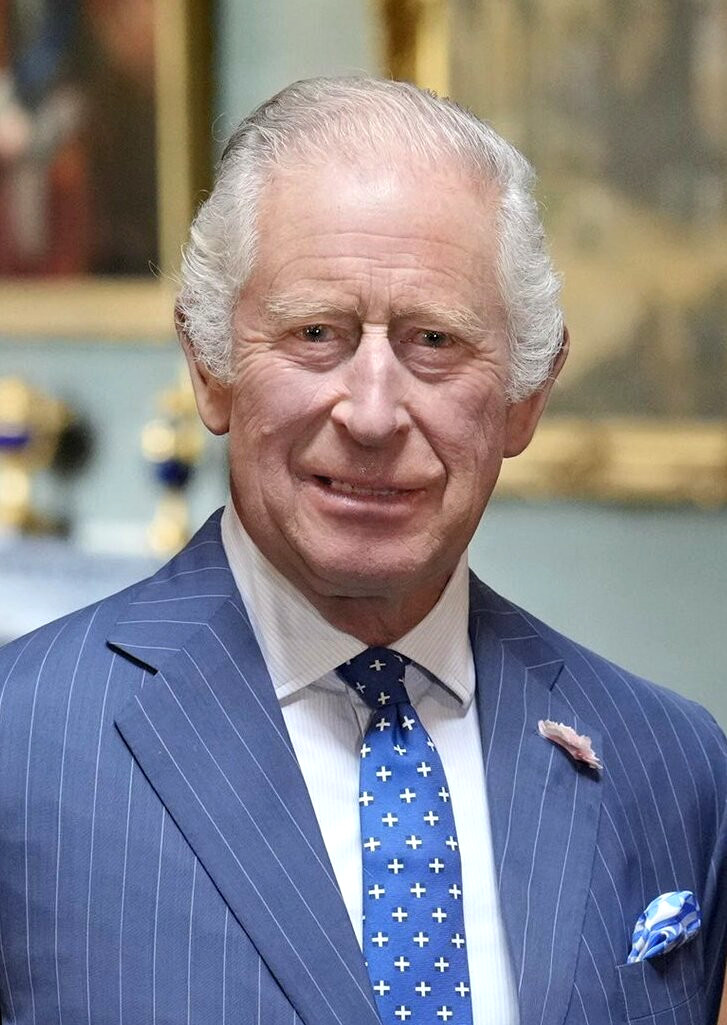
Charles III, roi de Saint-Vincent-et-les-Grenadines (depuis 2022)
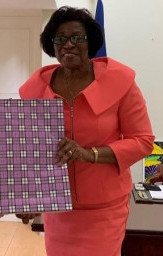
Susan Dougan, gouverneure générale (depuis 2019)

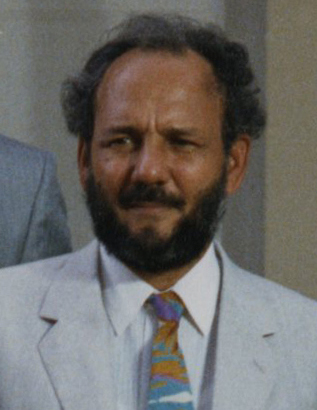
James Fitz-Allen Mitchell, Premier ministre (1972-1974 et 1984-2000)
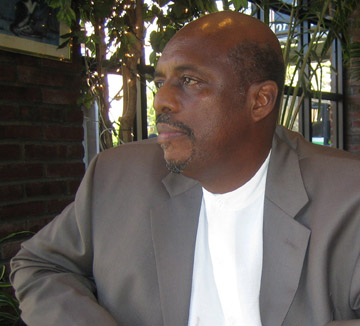
Arnhim Eustace, Premier ministre (2000-2001)
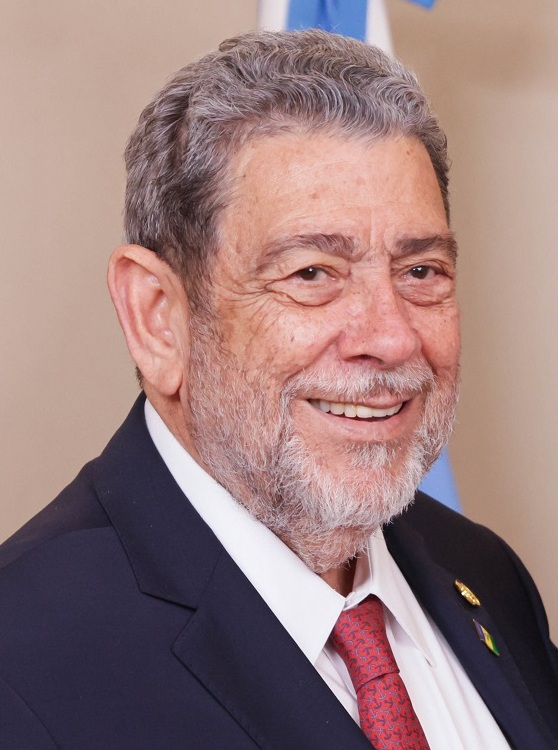
Ralph Gonsalves, Premier ministre (depuis 2001)

#### 1600
- Saint-Vincent-et-les-Grenadines
- Guerre de 1658 contre les Indiens caraïbes
- Première guerre des Caraïbes (1769-1773), seconde guerre des Caraïbes (1795-1797)
- Joseph Chatoyer (1750c-1795), chef garifuna en révolte contre les Français
- Liste des gouverneurs et administrateurs coloniaux de Saint-Vincent (en) (1763-1969)

#### 1900
- Fédération des Indes occidentales (1958-1962)
- États associés des Indes occidentales (1969-1979)
- Résolution 464 du Conseil de sécurité des Nations unies (1980)
- Invasion de la Grenade (oct-nov 1983), opération américaine Urgent Fury, contre le gouvernement de Maurice Bishop

#### 2000
- Démographie de Saint-Vincent-et-les-Grenadines
- Économie de Saint-Vincent-et-les-Grenadines (agriculture, tourisme), dollar de Saint-Vincent (en)
- Politique à Saint-Vincent-et-les-Grenadines, royaume du Commonwealth, monarchie vincentaise (Charles III, gouverneur général de Saint-Vincent-et-les-Grenadines,
  - Élections législatives vincentaises de 2020, Assemblée de Saint-Vincent-et-les-Grenadines (1969)
  - Liste des Premiers ministres de Saint-Vincent-et-les-Grenadines
  - Référendum constitutionnel vincentais de 2009
  - Relations extérieures de Saint-Vincent-et-les-Grenadines (en)
- Aéroport international d'Argyle (ouvert en 2017)
- Éruption de La Soufrière de Saint-Vincent en 2021 (en)
- Ouragans à Saint-Vincent-et-les-Grenadines (en)
- Liste du patrimoine mondial à Saint-Vincent-et-les-Grenadines
- Liste des cathédrales de Saint-Vincent-et-les-Grenadines
- Paroisses de Saint-Vincent-et-les-Grenadines